# Wad (zeegebied)
Een wad in zeegebied is een slik- of zandplaat die in een ondiepe zee is ontstaan, met een hoogte die zich tussen het normale laagwater- en hoogwaterniveau van een vlak getijdengebied bevindt.

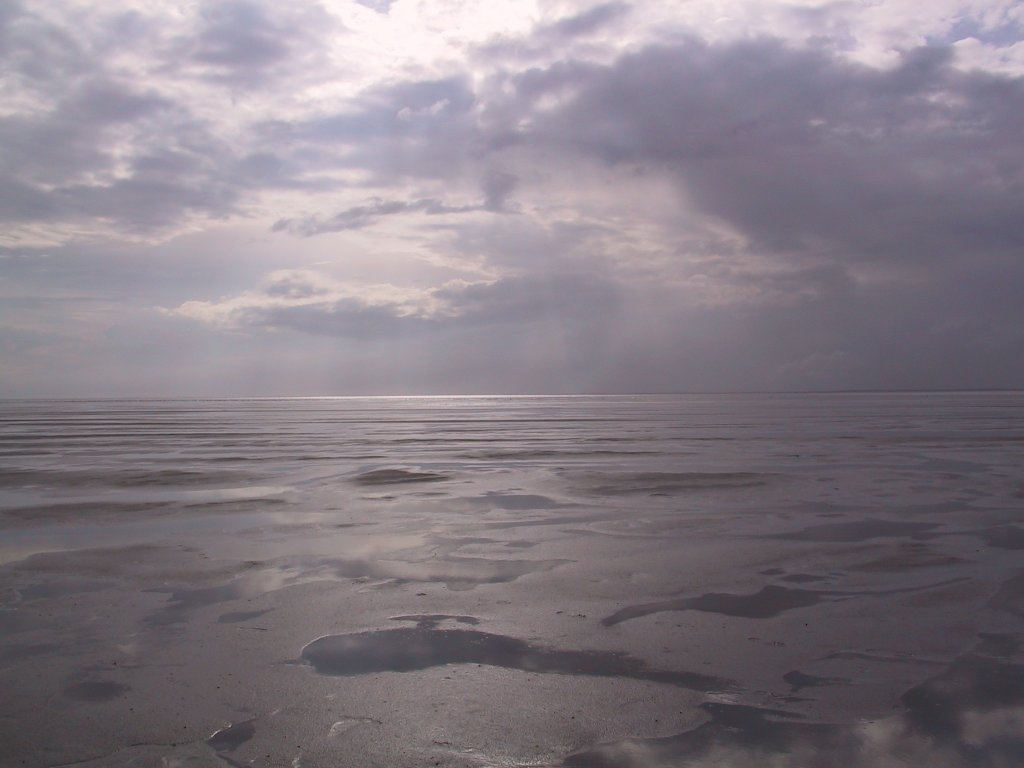
Het wad bij Schiermonnikoog.

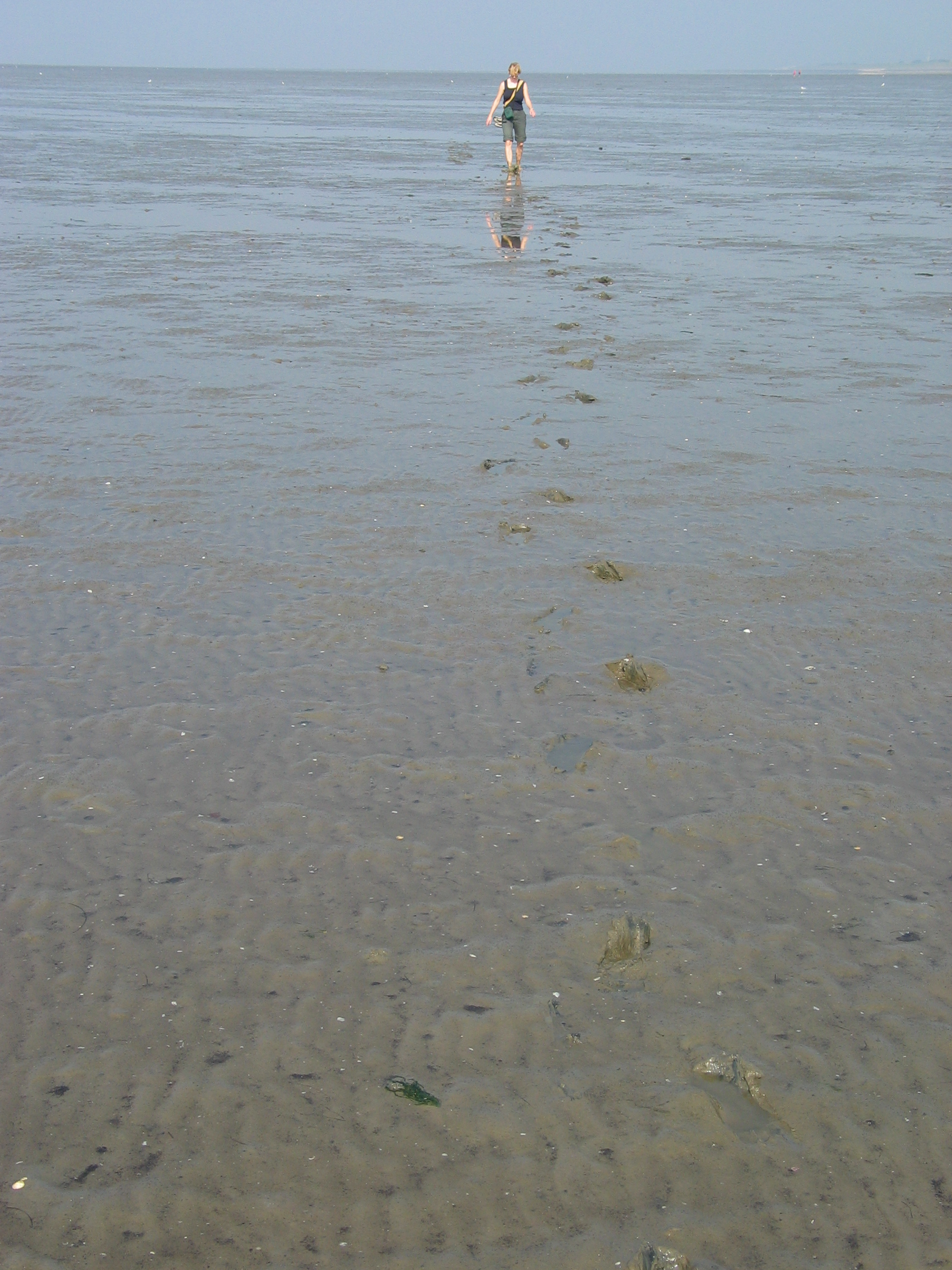
Wadlopen is mogelijk bij laagwater.

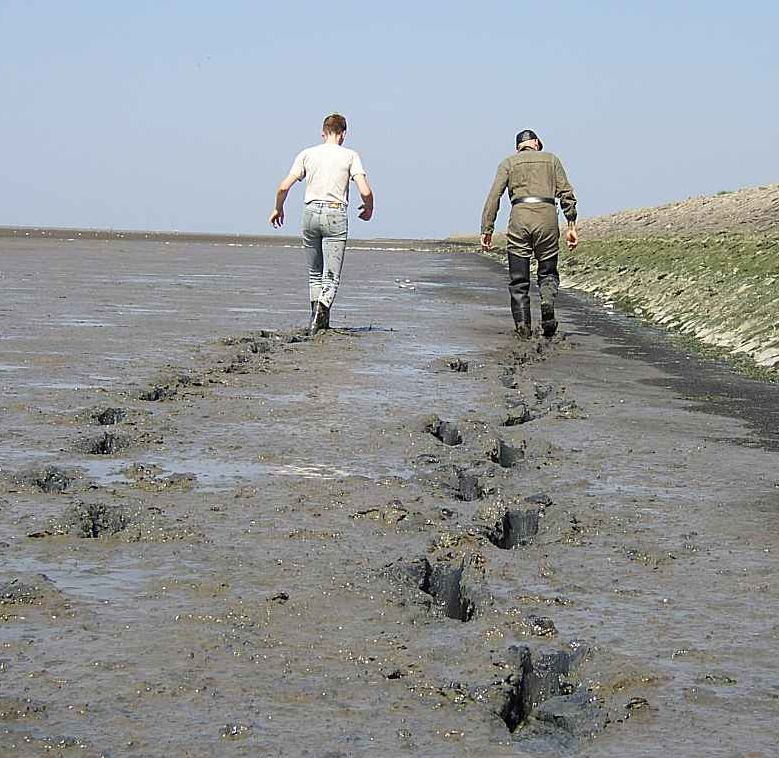
Een waddenlandschap bestaat uit diepe lagen slik

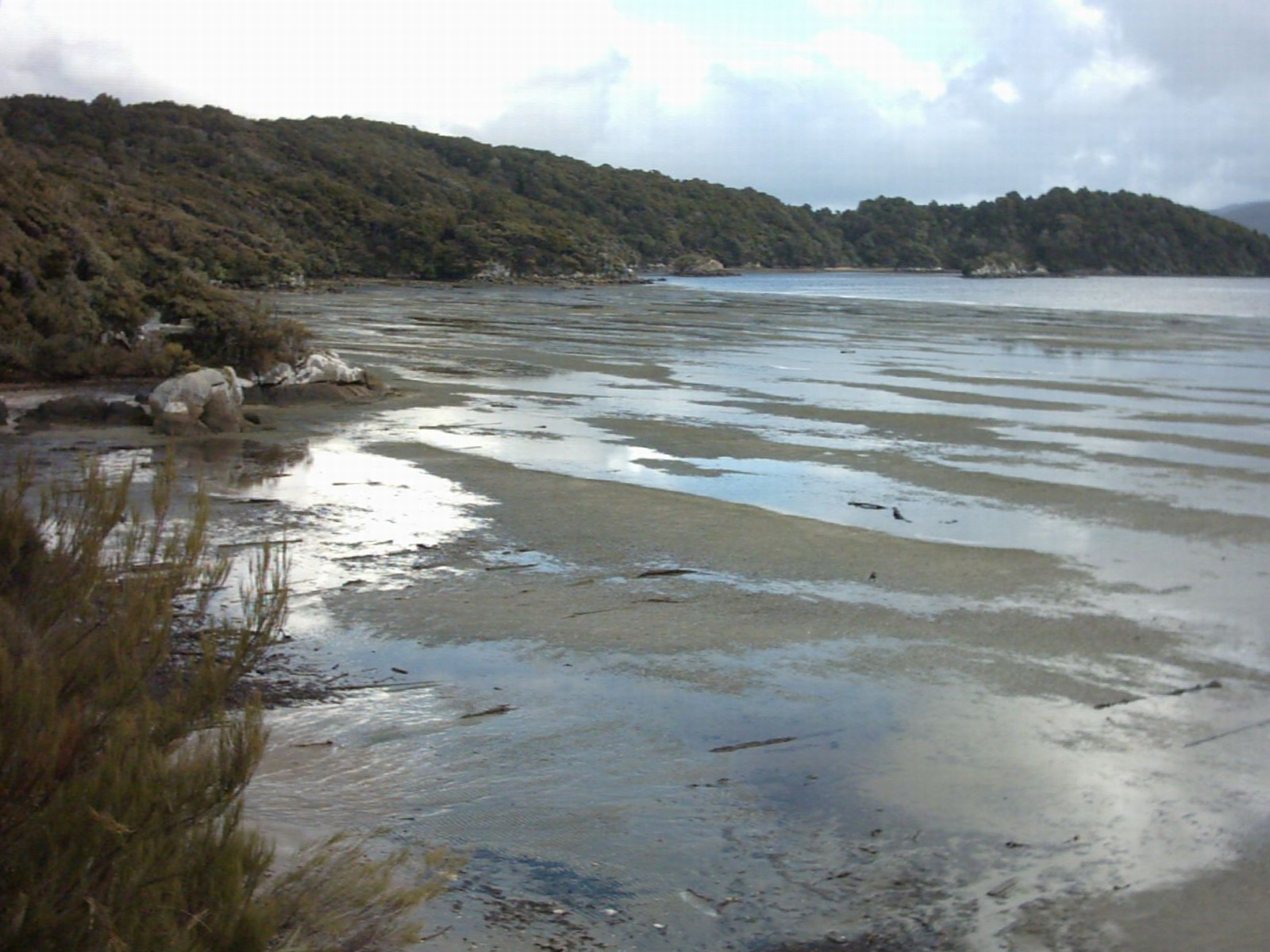
Wadden in de buurt van Oban, gezien vanaf Stewart Island in Nieuw-Zeeland

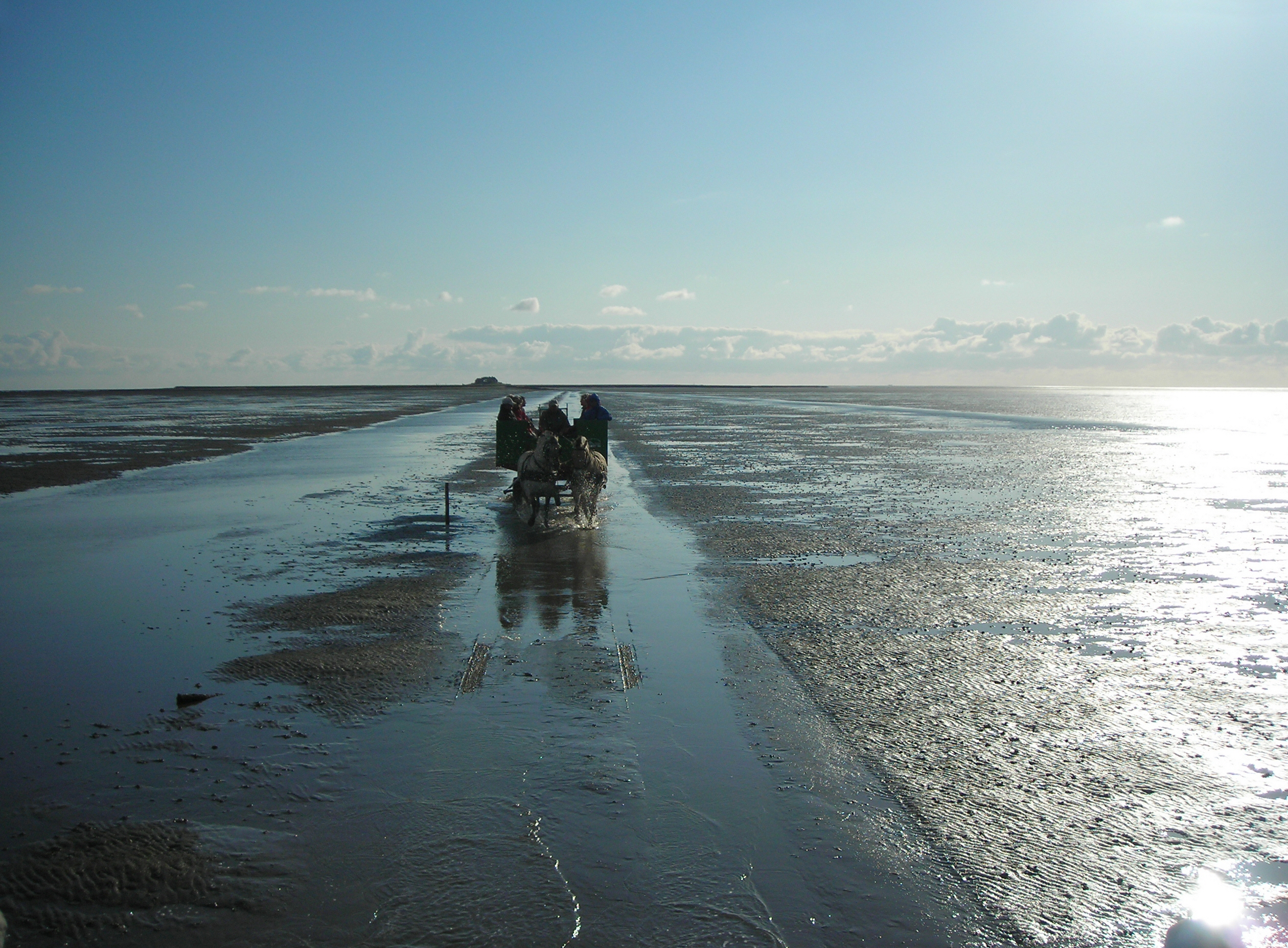
Noord-Friese kust

Met het wad of de wadden wordt meestal het kustgebied bedoeld dat langs de kust vanaf Den Helder in Nederland loopt, en langs de Duitse kust tot Esbjerg in Denemarken, en de 50 Waddeneilanden die in deze kuststrook liggen. In algemene betekenis kan het ook om een type kustgebied met wadden en waddeneilanden gaan, waar dan ook ter wereld. Waddengebieden grenzen aan open zee met een rij waddeneilanden of een schoorwal. Waddeneilanden zijn eilanden met buitendijkse gronden die bij vloed onder water komen en bij eb droogstaan.
Het woord Waddeneiland als eigennaam wordt gebruikt voor de Nederlandse, en soms ook voor de Duitse en Deense eilanden in de Waddenzee, namelijk de Oost- en Noord-Friese Waddeneilanden.

## Waddenzee
De internationale  Waddenzee wordt wereldwijd gezien als het grootste getijdengebied waar processen van eb en vloed min of meer ongestoord kunnen plaatsvinden. Het is een ondiepe zee met bodemzand dat door zeestromen opwervelt uit de Noordzee. Doordat een wad tweemaal per etmaal door het getij overstroomd wordt, neemt de stroming slik mee. Bij hoogwater bezinkt dat op rustige plekken.
Enkele zandplaten van het Waddengebied zijn: Balgzand, Rif, Richel, De Bollen, Simonszand en Engelsmanplaat. Zoals veel waddenkusten heeft de Waddenzee een hoge natuurwaarde, daarom heeft de UNESCO dit gebied uitgeroepen tot Werelderfgoed.

## Waddenkusten

### Ligging
Waddenkusten komen in de gematigde klimaatzones overal ter wereld voor. In tropische gebieden raken vergelijkbare getijdengebieden doorgaans begroeid met mangrovebossen. Behalve in de Waddenzee zijn in Europa waddengebieden te vinden op beschutte plaatsen, zoals aan de zeezijde van de deltawerken, langs Het Kanaal, de Atlantische kust van Frankrijk en de Noordzeekust van Engeland.
Ook andere continenten hebben hier en daar waddenkusten, die van de Gele Zee bij Korea zijn na de Waddenzee de meest omvangrijke. Er liggen ook waddengebieden langs de kusten van Noord-Amerika en bij Mauritanië. 

### Ontstaan
Om een waddengebied te laten ontstaan moet aan veel voorwaarden voldaan worden, daarom is deze geologische vorm vrij zeldzaam. Belangrijk is de aanwezigheid van een ondiepe kust waardoor de waterbeweging  geremd wordt en de zand- en kleideeltjes kunnen neerslaan. Als er sprake is van een heel geleidelijke verhoging van het zeewaterpeil kunnen deze afzettingen een steeds groter gebied omvatten. Het hoogteverschil voor de kust mag niet meer dan één meter per kilometer zijn, terwijl het verschil tussen laagwater en hoogwater meer dan twee meter moet zijn. Een waddengebied moet bovendien afgeschermd zijn tegen sterke zeestromingen. In de Waddenzee zorgen de Waddeneilanden voor die bescherming.
Als het zeewater bij vloed de wadden binnenstroomt zal eerst het zwaardere zand neerslaan. Het fijnste sediment (modder) zal worden afgezet waar de minste stroming is, meestal op de grens van zee en land. Bij eb stroomt het water van het wad terug door geulen en prielen. Deze laatste vallen droog, in de diepere geulen staat ook bij laagwater nog water. De wadden kunnen uiteindelijk aangroeien tot een hoogte boven het normale vloedniveau. Het zijn dan geen wadden meer, maar kwelders of schorren, die vaak door kwelderwerken en indijking in cultuur worden gebracht.

### Natuurwaarde
De uitzonderlijke omstandigheden in een waddengebied maken een bijzonder rijke, maar ook kwetsbare flora en fauna mogelijk. Het ondiepe water is relatief warm en rijk aan bodemleven. De wadden bieden plaatsen waar vogels en zeezoogdieren kunnen foerageren en rusten. De waddengebieden hebben daarom bij natuurbeschermers een hoge prioriteit (zie ook: Drasland).

## Etymologie
Het woord wad is al in het jaar 107 door Tacitus opgetekend in de plaatsnaam Vadam, het huidige Wadenoijen. Bemerk dat de V in het klassiek Latijn hier hoogstwaarschijnlijk als een W werd uitgesproken. Overigens betekende 'wad' destijds in het rivierengebied niet wat we tegenwoordig onder een waddengebied verstaan, maar was het een doorwaadbare plaats (voorde) in een rivier. Het woord komt ook voor in andere toponiemen, zoals het Groningse Wadwerd, dat uit de tiende en elfde eeuw bekend is. Dit verwijst al wel naar het deels droogvallende gebied voor de kust van Noord-Nederland. Het meervoud was toen waden, maar dat werd weinig gebruikt, omdat het woord veelal als een collectivum opgevat werd, vergelijkbaar met de hedendaagse aanduiding het wad voor een groter gebied.

## Fotogalerij

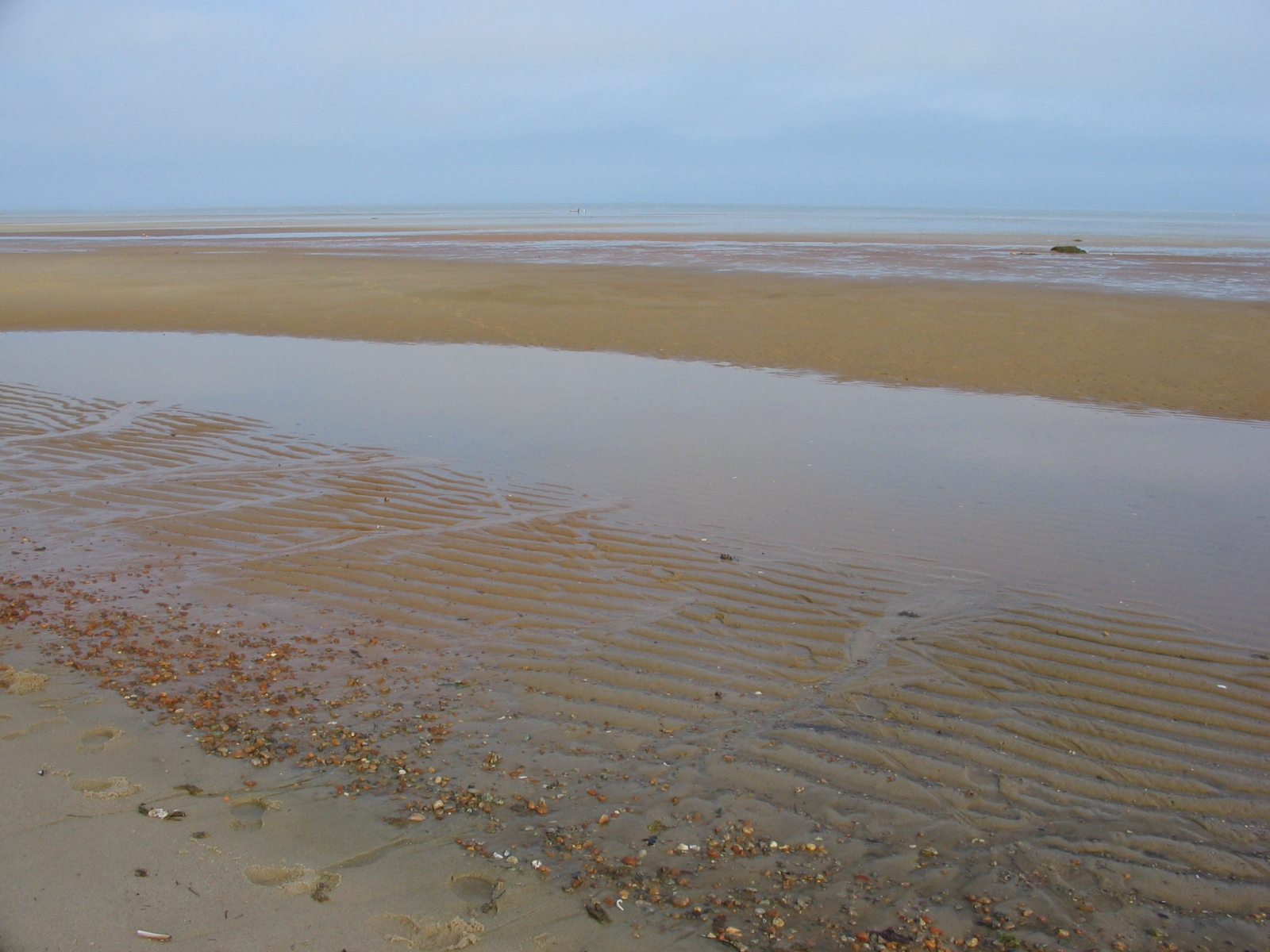
Brewster, Massachusetts, Verenigde Staten
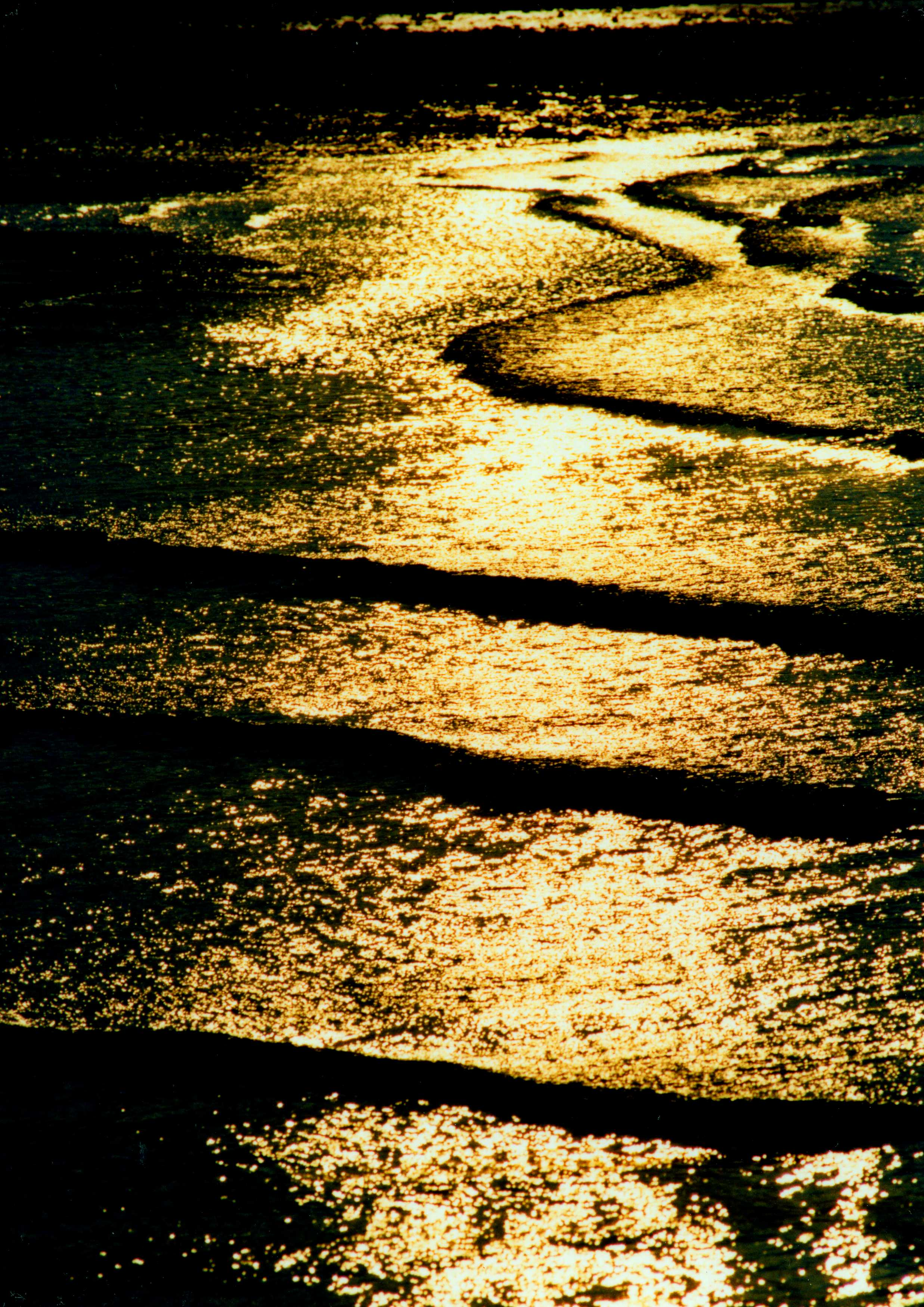
Japan
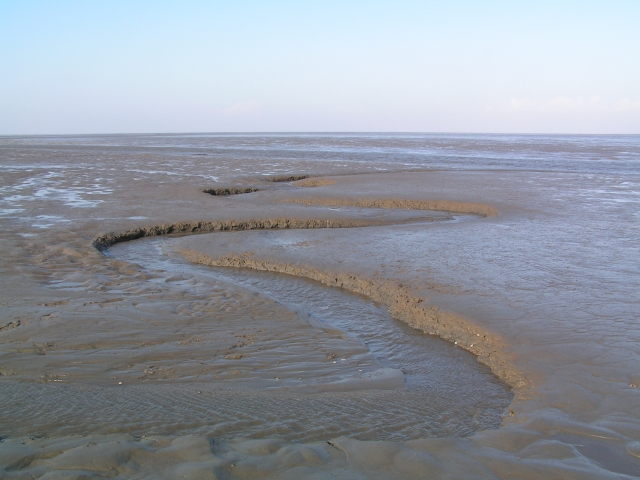
Sleeswijk-Holstein, Duitsland
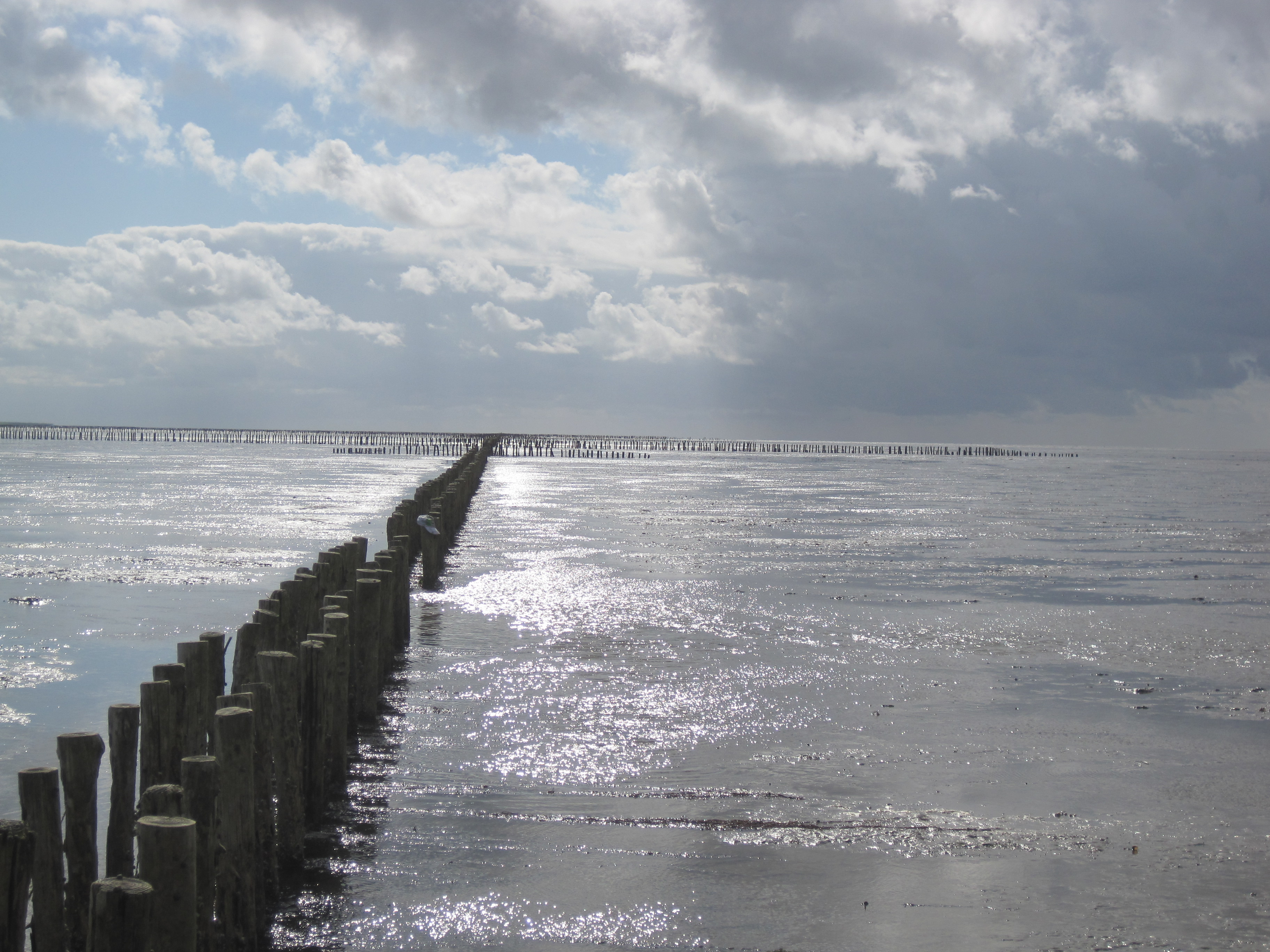
Wad bij Pieterburen, Nederland
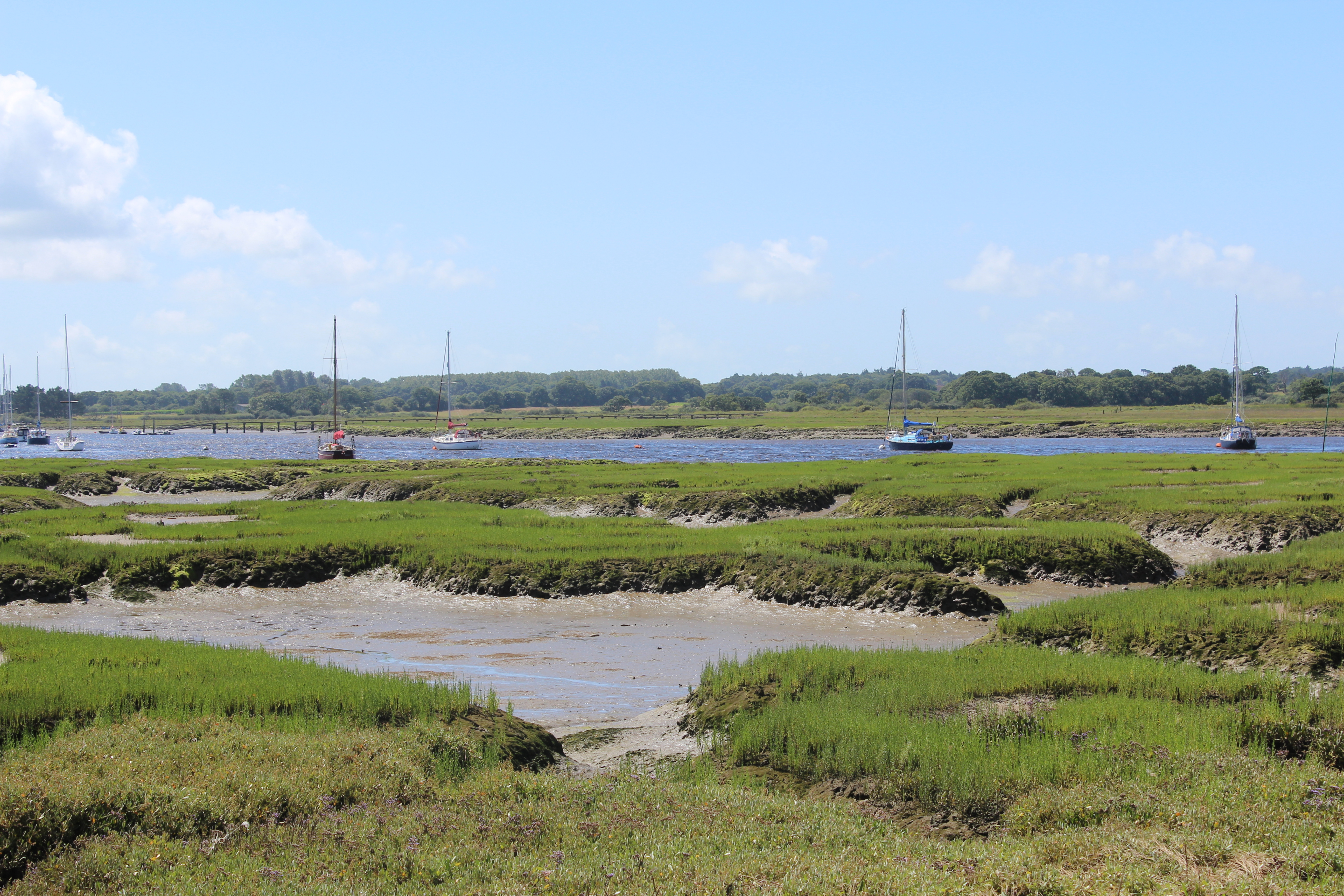
Wad op de  Beaulieu rivier, Engeland
- Bioscoopjournaal uit 1963. Vijf mensen lopen van Groningen over het wad naar Schiermonnikoog.

## Andere voorbeelden
Waddengebieden komen ook voor op onder andere de volgende plaatsen:
- Bassin d'Arcachon
- Nationaal park Banc d'Arguin
- Rann van Kutch
- Morecambe Bay
- Cape Cod Bay
- Cook Inlet
- Gele Zee
- Moreton Bay

## Verwijzingen
- ZeeInZicht: digitale encyclopedie voor wadden, kust en noordzee